# Crazy Nights (álbum de Giovanni Falconi)
Crazy Nights es el álbum debut del cantante y músico chileno y brasileño Giovanni Falconi. Este álbum, producido por el estadounidense John Marrit bajo la discográfica EMI originalmente iba a ser lanzado a finales del año 2014, pero hubo un retraso en su lanzamiento, más problemas de su banda grunge Tatto Falconi TTF, que incluyen diferencias entre sus músicos. Después de una gira que lo llevó a pisar escenarios en Europa y Sudamérica, Giovanni Falconi decide componer y grabar su primer disco en formato solista llamado, “Crazy Nights”, cuyo primer single fue llamado “Don’t Leave”, hicieron que recién el 2015 este álbum fuera lanzado, bajo discográfica Zagaz Records. El sencillo titulado «Don’t Leave» logró ser unos de los temas más tocado en las radios chilenas, estadounidenses y europeas en el segundo semestre del 2016; las canciones «Crazy Nights», «Not Feeling Anymore», «Up To You» y «Last Breath», fueron las demás canciones, que también estuvieron entre los temas más pedidos por la gente a las emisoras radiales chilenas, estadounidenses, europeas incluso asiáticas.

## Lista de canciones
1. "You're Still There" - 6:17
2. "Whatever you Want" - 4:24
3. "Up To You" - 2:08
4. "Take Your Time" - 4:33
5. "Crazy Nights" - 3:52
6. "Don't Leave" - 3:44
7. "Attack" - 2:58
8. "Not Feeling Anymore" - 3:35
9. "Night Of Sex - 1:55
10. "Last Breath" - 2:27
11. "You Feel All Right" - 2:04